# Grand Prix automobile d'Autriche 1987
Résultats du Grand Prix automobile d'Autriche de Formule 1 1987 qui a eu lieu sur l'Österreichring le 16 août 1987. 

## Classement
| Pos. | No | Pilote             | Écurie                 | Tours | Temps/Abandon                      | Grille | Points |
| ---- | -- | ------------------ | ---------------------- | ----- | ---------------------------------- | ------ | ------ |
| 1    | 5  | Nigel Mansell      | Williams-Honda         | 52    | 1 h 18 min 44 s 898 (235,421 km/h) | 2      | 9      |
| 2    | 6  | Nelson Piquet      | Williams-Honda         | 52    | + 55 s 704                         | 1      | 6      |
| 3    | 19 | Teo Fabi           | Benetton-Ford          | 51    | + 1 tour                           | 5      | 4      |
| 4    | 20 | Thierry Boutsen    | Benetton-Ford          | 51    | + 1 tour                           | 4      | 3      |
| 5    | 12 | Ayrton Senna       | Lotus-Honda            | 50    | + 2 tours                          | 7      | 2      |
| 6    | 1  | Alain Prost        | McLaren-TAG            | 50    | + 2 tours                          | 9      | 1      |
| 7    | 2  | Stefan Johansson   | McLaren-TAG            | 50    | + 2 tours                          | 14     |        |
| 8    | 26 | Piercarlo Ghinzani | Ligier-Megatron        | 50    | + 2 tours                          | 18     |        |
| 9    | 10 | Christian Danner   | Zakspeed               | 49    | + 3 tours                          | 20     |        |
| 10   | 25 | René Arnoux        | Ligier-Megatron        | 49    | + 3 tours                          | 16     |        |
| 11   | 16 | Ivan Capelli       | March-Ford             | 49    | + 3 tours                          | 23     |        |
| 12   | 30 | Philippe Alliot    | Larrousse-Ford         | 49    | + 3 tours                          | 22     |        |
| 13   | 11 | Satoru Nakajima    | Lotus-Honda            | 49    | + 3 tours                          | 13     |        |
| Dsq. | 9  | Martin Brundle     | Zakspeed               | 48    | Disqualifié                        | 17     |        |
| 14   | 3  | Jonathan Palmer    | Tyrrell-Ford           | 47    | + 5 tours                          | 24     |        |
| Nc.  | 14 | Pascal Fabre       | AGS-Ford               | 45    | Non classé                         | 26     |        |
| Abd. | 7  | Riccardo Patrese   | Brabham-BMW            | 43    | Moteur                             | 8      |        |
| Abd. | 27 | Michele Alboreto   | Ferrari                | 42    | Échappement                        | 6      |        |
| Abd. | 8  | Andrea De Cesaris  | Brabham-BMW            | 35    | Turbo                              | 10     |        |
| Abd. | 17 | Derek Warwick      | Arrows-Megatron        | 35    | Moteur                             | 11     |        |
| Abd. | 18 | Eddie Cheever      | Arrows-Megatron        | 31    | Crevaison                          | 12     |        |
| Abd. | 28 | Gerhard Berger     | Ferrari                | 5     | Turbo                              | 3      |        |
| Abd. | 23 | Adrian Campos      | Minardi-Motori Moderni | 3     | Distribution                       | 19     |        |
| Abd. | 24 | Alessandro Nannini | Minardi-Motori Moderni | 1     | Fuite d'eau                        | 15     |        |
| Abd. | 21 | Alex Caffi         | Osella-Alfa Romeo      | 0     | Moteur                             | 21     |        |
| Abd. | 4  | Philippe Streiff   | Tyrrell-Ford           | 0     | Collision                          | 25     |        |

## Pole position et record du tour
- Pole position : Nelson Piquet en 1 min 23 s 357 (vitesse moyenne : 256,622 km/h).
- Meilleur tour en course : Nigel Mansell en 1 min 28 s 318 au 31e tour (vitesse moyenne : 242,207 km/h).

## Tours en tête
- Nelson Piquet : 20 (1-20)
- Nigel Mansell : 32 (21-52)

## À noter
- 11e victoire pour Nigel Mansell.
- 37e victoire pour Williams en tant que constructeur.
- 24e victoire pour Honda en tant que motoriste.
- Martin Brundle est disqualifié pour châssis non conforme.